# Carl Friedrich Lessing
Pour les articles homonymes, voir Lessing.
Carl Friedrich Lessing, né le 15 février 1808 à Breslau et mort le 5 juin 1880  à Carlsruhe, est un peintre d'histoire et de paysages du romantisme prussien. C'est le neveu du poète et dramaturge Gotthold Ephraïm Lessing et le père du sculpteur Otto Lessing.

## Biographie
Son père Carl Friedrich Lessing l'Ancien (de) (1778-1848) est fonctionnaire de justice en Prusse-Méridionale et en Silésie, et à partir de 1814, greffier du tribunal de la seigneurie libre de Polnisch-Wartenberg.

## Œuvre

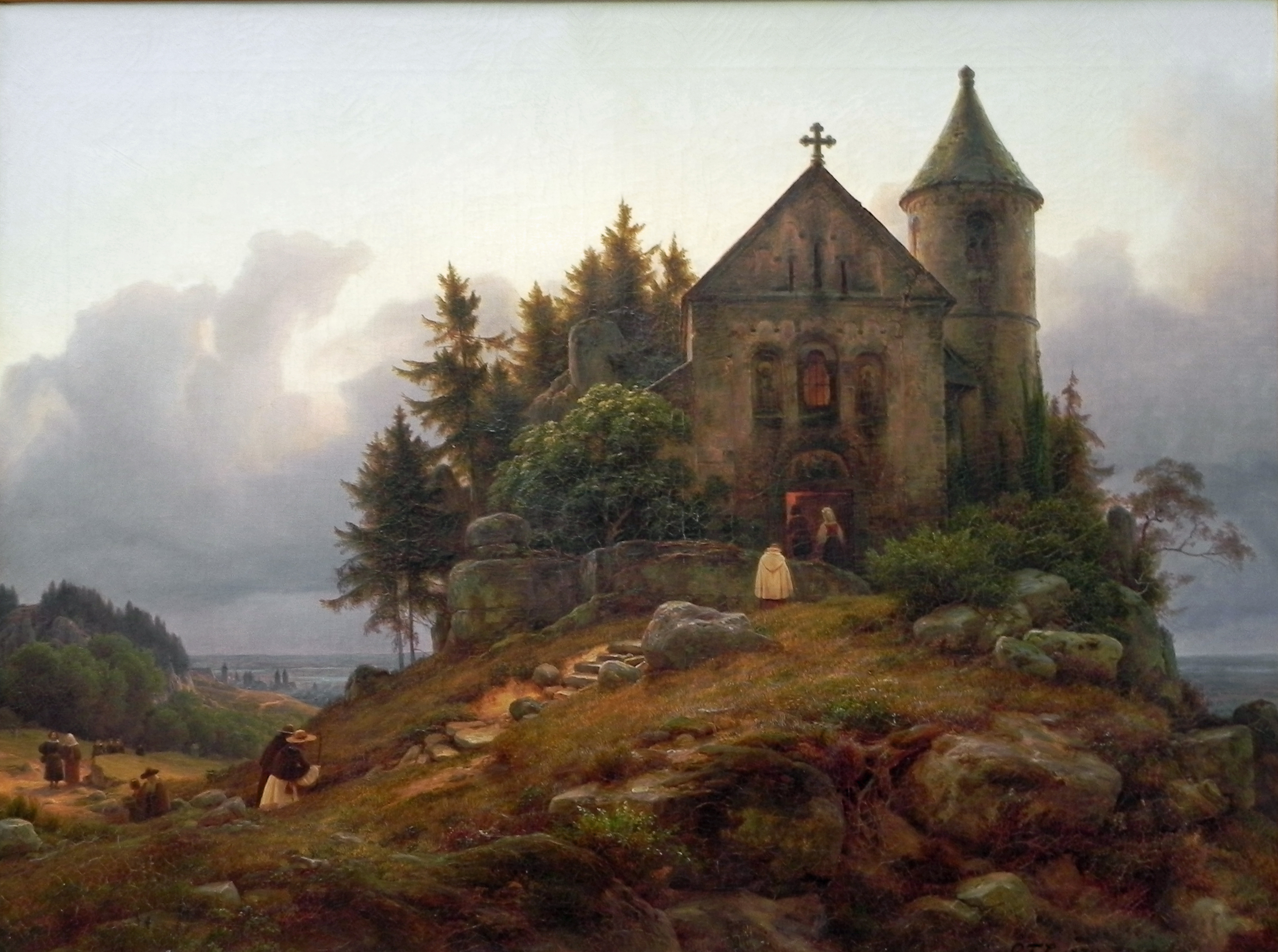
Chapelle au bord du bois, 1839
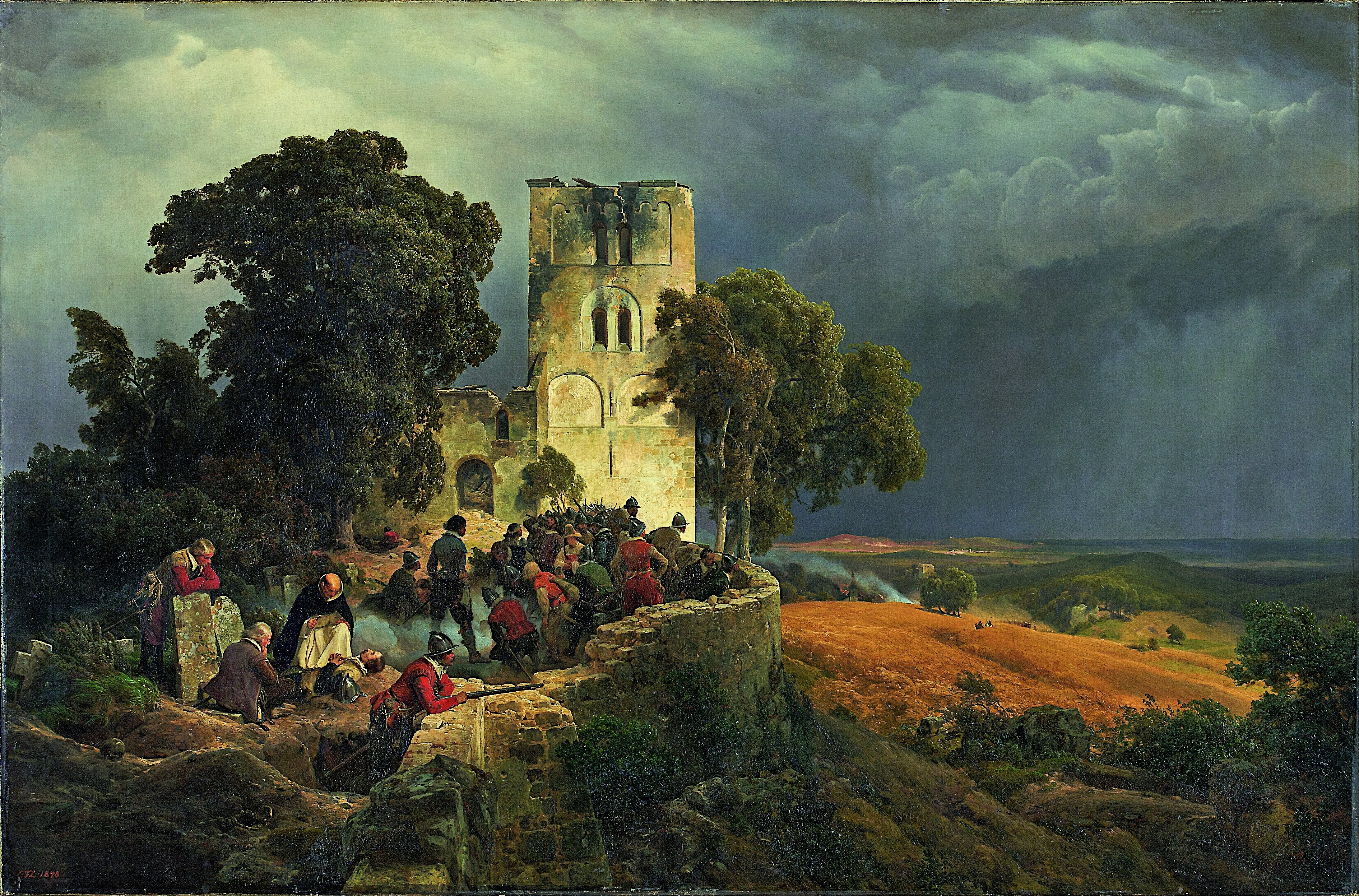
Défense du cimetière d'une église durant la guerre de 30 ans
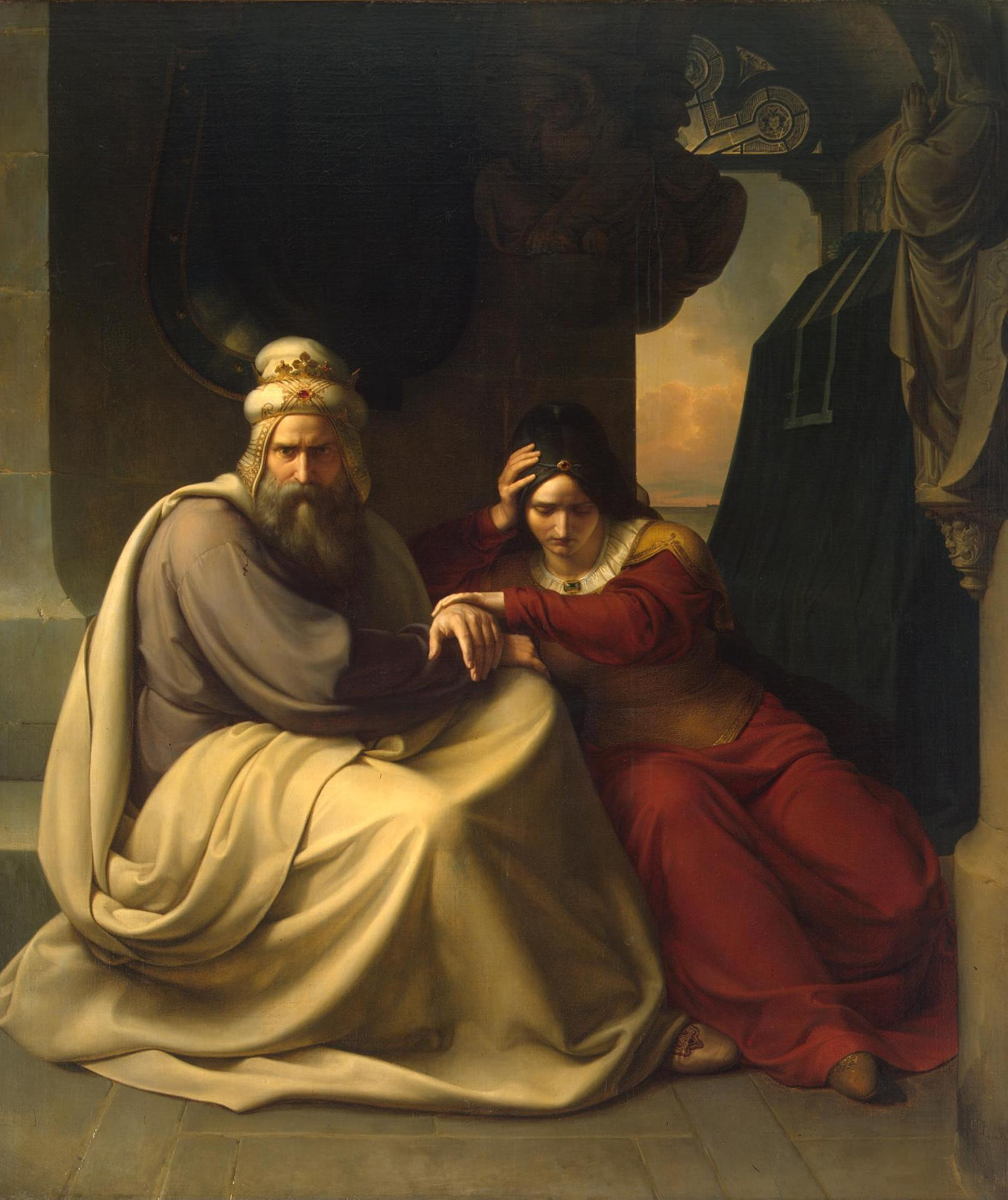
Couple royal pleurant leur fille morte, 1830
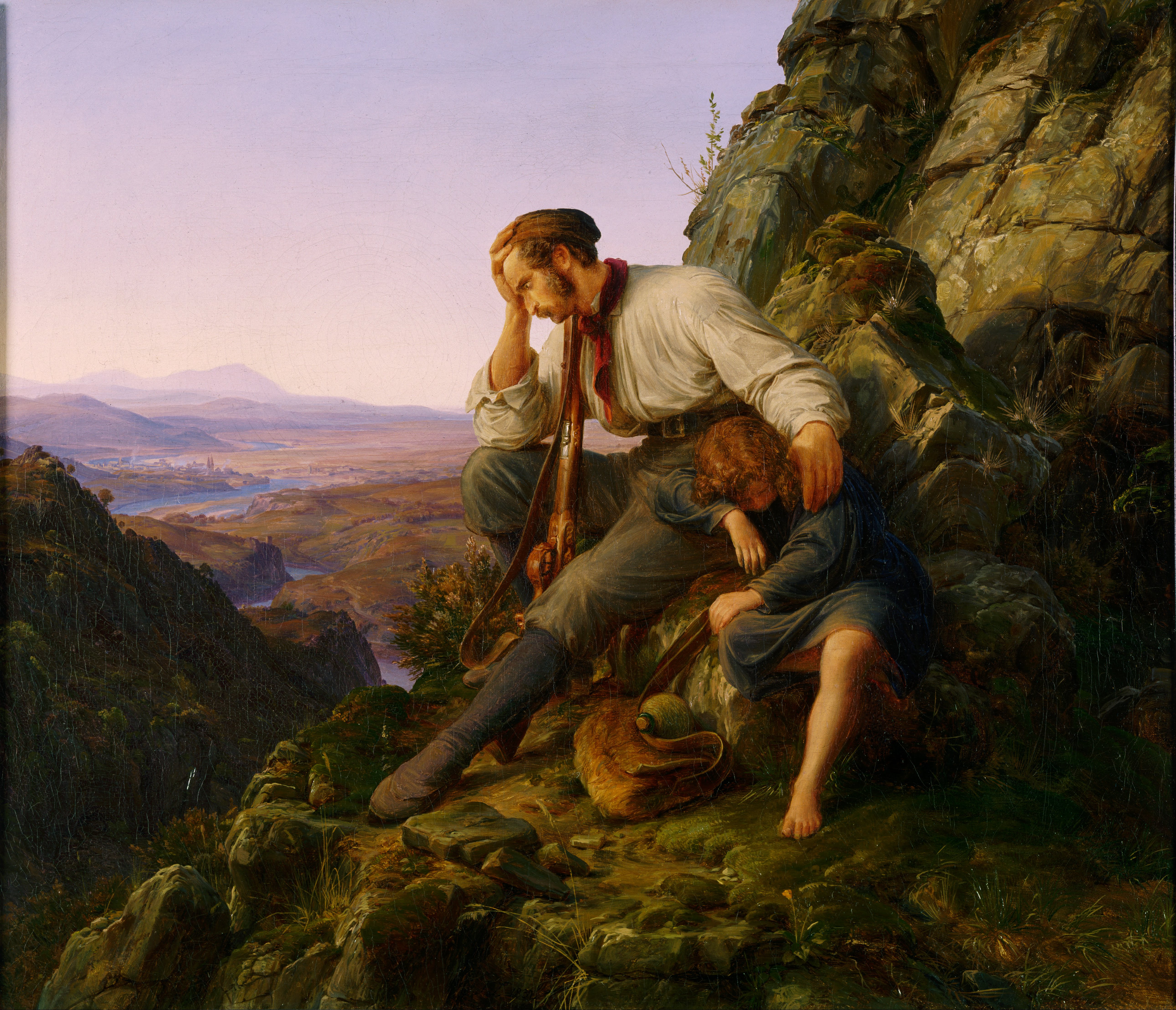
Le voleur et son enfant, 1832